# Novantinoe chemsaki
Novantinoe chemsaki là một loài bọ cánh cứng trong họ Cerambycidae.